# Ugo Mazzotta
Ugo Mazzotta (Napoli, 24 novembre 1956) è uno scrittore italiano.

## Biografia
Medico legale, figlio del musicista Bruno Mazzotta, esordisce nel 2002 con il romanzo Commissariato di Polizia "La Bella Napoli", col quale vince la sezione opere inedite del premio Tobino; lo stesso romanzo, nel quale compare la figura del commissario Andrea Prisco da quel momento protagonista di gran parte dei lavori di Mazzotta, viene pubblicato lo stesso anno.
Le sue storie si inseriscono nel filone del noir all'italiana di ambientazione prevalentemente provinciale: le trame si svolgono infatti perlopiù in un'immaginaria valle appenninica, che corrisponde nella realtà all'Alto Sangro.
Oltre a diversi romanzi, l'autore ha visto suoi racconti pubblicati in diverse antologie; ha collaborato come soggettista e sceneggiatore alle fiction televisive R.I.S. - Delitti imperfetti e R.I.S. Roma - Delitti imperfetti.

## Opere

### Romanzi
- (2002) Commissariato di Polizia 'La Bella Napoli', Marco Valerio ISBN 8885174558
- (2004) Il segreto di Pulcinella, Todaro ISBN 888698152X
- (2005) Indagine privata, Todaro ISBN 8886981597
- (2006) L'avvocato del diavolo, Todaro ISBN 8886981686
- (2009) La stagione dei suicidi, Todaro ISBN 9788886981828
- (2011) Merce di scambio, Todaro ISBN 9788897366003
- (2014) Che male c'è?, Todaro ISBN 9788897366355
- (2016) Il segreto dell'assassino, Leone ISBN 9788863933383
- (2019) Mia o di nessuno, Todaro ISBN 9788897366997
- (2021) Annarella, Todaro (solo eBook) ISBN  9788832159264
- (2023) Armida, Sette Chiavi ISBN  9791280947086

### Raccolte di racconti
- (2003) La moglie del pittore,  Marco Valerio ISBN 8885174736

### Racconti (in antologie)
- (2005) Il custode del tabacchificio nell'antologia Lama e trama 2, Zona ISBN 8887578966
- (2007) Vieni a giocare con me? nell'antologia Partenope Pandemonium, Larcher editore ISBN 8888583211
- (2007) Una retribuzione proporzionata nell'antologia La legge dei figli, Meridiano Zero ISBN 8882371565
- (2008) Amaro calice nell'antologia Delitti DiVino, Todaro ISBN 9788886981774
- (2009) Anche i fantasmi tengono famiglia nell'antologia Questi fantasmi..., Boopen ISBN 9788862236478
- (2016) Un occhio della testa nell'antologia C'è un sole che si muore, Il Prato ISBN 9788863363333

## Riconoscimenti
- 2002 - Vincitore Premio Tobino (sezione opere inedite) con il romanzo "Commissariato di Polizia 'La Bella Napoli'"
- 2004 - Segnalazione al Premio Lama e Trama con il racconto "Il custode del tabacchificio"
- 2004 - Segnalazione al Premio Gran Giallo Città di Cattolica con il racconto "Lettere anonime"
- 2017 - Menzione d'onore al Premio Prato - Un tessuto di cultura con il romanzo "Il segreto dell'assassino"[1]
- 2023 - Vincitore Festival Giallo Garda con il romanzo "Armida"[2]